# Graham Beckel
Graham Stuart Beckel (Old Lyme, 22 dicembre 1949) è un attore statunitense.
È fratello del commentatore politico Bob Beckel.
È sposato dal 1984 con Elizabeth Briggs Bailey.

## Filmografia parziale

### Cinema
- Esami per la vita (The Paper Chase), regia di James Bridges (1973)
- Happy as the Grass Was Green, regia di Charles Davis (1973)
- C.H.U.D., regia di Douglas Cheek (1984)
- Una donna, una storia vera (Marie), regia di Roger Donaldson (1985)
- Verdetto finale (True Believer), regia di Joseph Ruben (1989)
- Roxy - Il ritorno di una stella (Welcome Home, Roxy Carmichael), regia di Jim Abrahams (1990)
- Gli occhi del delitto (Jennifer 8),  regia di Bruce Robinson (1992)
- Via da Las Vegas (Leaving Las Vegas), regia di Mike Figgis (1995)
- L.A. Confidential, regia di Curtis Hanson (1997)
- Bulworth - Il senatore (Bulworth), regia di Warren Beatty (1998)
- Black Dog, regia di Kevin Hooks (1998)
- Il tocco del male (Fallen), regia di Gregory Hoblit (1998)
- Fino a prova contraria (True Crime), regia di Clint Eastwood (1999)
- Da ladro a poliziotto (Blue Streak), regia di Les Mayfield (1999)
- Pearl Harbor, regia di Michael Bay (2001)
- Hardball, regia di Brian Robbins (2001)
- Indagini sporche (Dark Blue), regia di Ron Shelton (2002)
- Two Days, regia di Sean McGinly (2003)
- I segreti di Brokeback Mountain (Brokeback Mountain), regia di Ang Lee (2005)
- Peacock, regia di Michael Lander (2010)
- Atlas Shrugged: Part I, regia di Paul Johansson (2011)
- Escape Plan - Fuga dall'inferno (Escape Plan), regia di Mikael Håfström (2013)
- Mai lontano da qui (Wish You Well), regia di Darnell Martin (2013)
- Miss Meadows, regia di Karen Leigh Hopkins (2014)
- The Loft, regia di Erik Van Looy (2014)
- È solo l'inizio (Just Getting Started), regia di Ron Shelton (2017)

### Televisione
- Heroes – serie TV, episodio 1x10 (2006)
- Battlestar Galactica – serie TV, 4 episodi (2005-2006)
- CSI - Scena del crimine (CSI: Crime Scene Investigation) – serie TV, episodio 6x17 (2006)
- Battlestar Galactica: Razor, regia di Félix Enríquez Alcalá – film TV (2007)
- CSI: Miami – serie TV, episodio 7x13 (2009)
- Castle – serie TV, episodio 2x12 (2010)
- CSI: NY – serie TV, episodio 6x20 (2010)
- Scandal – serie TV, episodio 1x05 (2012)
- Perception – serie TV, episodi 2x09-2x10 (2013)
- Aquarius – serie TV, 6 episodi (2015)
- Hawaii Five-0 – serie TV, episodio 9x14 (2019)
- Criminal Minds – serie TV, episodio 15x08 (2020)

## Doppiatori italiani
Nelle versioni in italiano delle opere in cui ha recitato, Graham Beckel è stato doppiato da:
- Saverio Indrio ne Gli occhi del delitto, Castle
- Claudio Fattoretto in CSI - Scena del crimine, Indagini sporche
- Paolo Buglioni in L.A. Confidential
- Sergio Di Stefano in Roxy - Il ritorno di una stella
- Renzo Stacchi in Grey's Anatomy
- Dario De Grassi in Detective Monk
- Bruno Alessandro in CSI: Miami
- Angelo Nicotra in CSI: NY
- Cesare Rasini in Scandal
- Franco Zucca in Perception
- Mario Bombardieri in Aquarius
- Ugo Maria Morosi in Hawaii Five-0
- Michele Gammino in Criminal Minds